# Leucospermum saxatile
Leucospermum saxatile là một loài thực vật có hoa trong họ Quắn hoa. Loài này được (Salisb. ex Knight) Rourke miêu tả khoa học đầu tiên năm 1967.